# Brug 1852
Brug 1852 is een bouwkundig kunstwerk in Amsterdam Nieuw-West.
Amsterdam kent bruggen in allerlei soorten en maten en van allerlei bouwjaren en bouwstijlen. Er is variatie tussen kleine voetbruggetjes tot grote verkeersbruggen. Brug 1852 is er een van de eerste categorie; een klein voetbruggetje. De brug stamt uit 2005 en leidt vanaf de Sloterweg naar een pad dat om Volkstuinenpark Lissabon zijn weg zoekt naar het Oude Bijenpark, ooit deel van het Siegerpark. Het volkstuinencomplex heeft een eigen ringsloot, die geen (zichtbare) verbinding heeft met een grotere afwateringstocht die hier in de hoek ligt van Anderlechtlaan en Rijksweg 4. Dat heeft vermoedelijk te maken met een afwijkend waterpeil. 
Brug 1852 en ook Brug 1854 liggen over die buitenste ringsloot. Het zijn beide houten bruggen met houten leuningen.
<<< · 1800 · 1801 · 1802 · 1803 · 1804 · 1805 · 1806 · 1807 · 1808 · 1809 ·  1810 · 1811 · 1812 · 1813 · 1814 · 1815 · 1816 · 1818 · 1819 · 1820 · 1821 · 1822 · 1823 · 1824 · 1826 · 1827 · 1828 · 1829 · 1830 · 1831 · 1832 · 1833 · 1834 · 1835 · 1836 · 1837 · 1838 · 1839 · 1840 · 1841 · 1842 · 1843 · 1844 · 1845 · 1846 · 1847 · 1848 · 1849 · 1850 · 1851 · 1852 · 1853 · 1854 · 1855 · 1856 · 1857 · 1858 · 1859 · 1860 · 1861 · 1862 · 1863 · 1864 · 1865 · 1866 · 1867 · 1868 · 1869 ·  1870 · 1871 · 1872 · 1873 · 1874 · 1875 · 1876 · 1877 · 1879 ·  1880 · 1881 · 1882 · 1883 · 1884 · 1885 · 1886 · 1888 · 1889 · 1890 · 1891 · 1892 · 1893 · 1894 · 1895 · 1896 · 1897 · 1898 · 1899 · >>>
Brugnummers 1817, Brug 1819, 1820, 1825, 1878, 1887  zijn niet (meer) vergeven.